# Aegus platyodon platyodon
Aegus platyodon platyodon es una subespecie de coleóptero de la familia Lucanidae.

## Distribución geográfica
Habita en Halmahera, Mandioli, Ternate y Bacan (Indonesia).